# الصدق في الإسلام
الصدق حسب تعريفه عند فقهاء الدين الإسلامي  هو قول الحق ومطابقة الكلام للواقع، وقد أمر الله -تعالى- بالصدق، فقال: ﴿يَا أَيُّهَا الَّذِينَ آمَنُوا اتَّقُوا اللَّهَ وَكُونُوا مَعَ الصَّادِقِينَ ۝١١٩﴾ [التوبة:119].
الصدق ضدُّ الكذب، صَدَقَ يَصْدُقُ صَدْقًا وصِدْقًا وتَصْداقًا، وصَدَّقه: قَبِل قولَه، وصدَقَه الحديث: أَنبأَه بالصِّدْق، ويقال: صَدَقْتُ القوم. أي: قلت لهم صِدْقًا وتصادقا في الحديث وفي المودة.
الصدق منجاة وهو أول دروب الخير وصف المؤمنين والانبياء والصالحين، وقد امتدح الله سبحانه وتعالى الصدق وذكره في أوصاف أهل الجنة وأمر الناس به كما جاء في العديد من الأحاديث الشريفة التي تحث على الصدق، لأن فيه من الخير الكثير. وأخبر عنه الرسول عليه الصلاة والسلام بأنه طريق للبر. ومن المعروف أن الرسول محمد عليه الصلاة والسلام عُرف بأنه «الصادق الامين». فالتحلي بالصدق هو التزام باخلاق نبي الأمة .
والصدق هو أهم خلق قد يتحلى به المسلم  وذلك لقوله تعالى: ﴿يَا أَيُّهَا الَّذِينَ آمَنُوا اتَّقُوا اللَّهَ وَكُونُوا مَعَ الصَّادِقِينَ ۝١١٩﴾ [التوبة:119].
الصدق حسب تعريفه عند فقهاء الدين الإسلامي  هو قول الحق ومطابقة الكلام للواقع، وقد أمر الله -تعالى- بالصدق، فقال: ﴿يَا أَيُّهَا الَّذِينَ آمَنُوا اتَّقُوا اللَّهَ وَكُونُوا مَعَ الصَّادِقِينَ ۝١١٩﴾ [التوبة:119].
الصدق ضدُّ الكذب، صَدَقَ يَصْدُقُ صَدْقًا وصِدْقًا وتَصْداقًا، وصَدَّقه: قَبِل قولَه، وصدَقَه الحديث: أَنبأَه بالصِّدْق، ويقال: صَدَقْتُ القوم. أي: قلت لهم صِدْقًا وتصادقا في الحديث وفي المودة.
الصدق منجاة وهو أول دروب الخير وصف المؤمنين والانبياء والصالحين، وقد امتدح الله سبحانه وتعالى الصدق وذكره في أوصاف أهل الجنة وأمر الناس به كما جاء في العديد من الأحاديث الشريفة التي تحث على الصدق، لأن فيه من الخير الكثير. وأخبر عنه الرسول عليه الصلاة والسلام بأنه طريق للبر. ومن المعروف أن الرسول محمد عليه الصلاة والسلام عُرف بأنه «الصادق الامين». فالتحلي بالصدق هو التزام باخلاق نبي الأمة .
والصدق هو أهم خلق قد يتحلى به المسلم  وذلك لقوله تعالى: ﴿يَا أَيُّهَا الَّذِينَ آمَنُوا اتَّقُوا اللَّهَ وَكُونُوا مَعَ الصَّادِقِينَ ۝١١٩﴾ [التوبة:119].

## صدق الأنبياء
- أثنى الله على كثير من أنبيائه بالصدق، فقال القرآن عن نبي الله إبراهيم: ﴿وَاذْكُرْ فِي الْكِتَابِ إِبْرَاهِيمَ إِنَّهُ كَانَ صِدِّيقًا نَبِيًّا ۝٤١﴾ [مريم:41].
- وقال الله عن إسماعيل: ﴿وَاذْكُرْ فِي الْكِتَابِ إِسْمَاعِيلَ إِنَّهُ كَانَ صَادِقَ الْوَعْدِ وَكَانَ رَسُولًا نَبِيًّا ۝٥٤﴾ [مريم:54].
- وقال الله عن يوسف: ﴿يُوسُفُ أَيُّهَا الصِّدِّيقُ﴾ [يوسف:46].
- وقال القرآن عن إدريس: ﴿وَاذْكُرْ فِي الْكِتَابِ إِدْرِيسَ إِنَّهُ كَانَ صِدِّيقًا نَبِيًّا ۝٥٦﴾ [مريم:56].
- وكان الصدق صفة لازمة للرسول، وكان قومه ينادونه بالصادق الأمين، ولقد قالت له السيدة خديجة -ا- عند نزول الوحي عليه: إنك لَتَصْدُقُ الحديث.[8]

## أنواع الصدق
الدين الإسلامي يفرض على المسلم أن يكون صادقًا مع الله وصادقًا مع الناس وصادقًا مع نفسه.
- الصدق مع الله: وذلك بإخلاص الأعمال كلها لله، فلا يكون فيها رياءٌ ولا سمعةٌ، فمن عمل عملا لم يخلص فيه النية لله لم يتقبل الله منه عمله، والمسلم يخلص في جميع الطاعات بإعطائها حقها وأدائها على الوجه المطلوب منه.
- الصدق مع الناس: فلا يكذب المسلم في حديثه مع الآخرين، وأيضا موافقة الظاهر مع الباطن في الأقوال والأفعال، فإذا لم يكن كذلك كان من علامات النفاق. وقد رُوي أن النبي قال: «آيَةُ الْمُنَافِقِ ثَلَاثٌ إِذَا حَدَّثَ كَذَبَ وَإِذَا وَعَدَ أَخْلَفَ وَإِذَا اؤْتُمِنَ خَانَ» (البخاري).
- الصدق مع النفس: فالمسلم الصادق لا يخدع نفسه، ويعترف بعيوبه وأخطائه ويصححها، فهو يعلم أن الصدق طريق النجاة، قال ﷺ: «دع ما يُرِيبُك إلى ما لا يُرِيبُك، فإن الكذب ريبة والصدق طمأنينة» (أحمد والترمذي والنسائي).
- صدق الحديث: فالمسلم يقول ما يعتقد، وإلا كان في إيمانه شيء من النفاق، ومن صدق الحديث ألا يحدث الإنسان بكل ما سمع، وبحسب المرء كذباً أن يحدث بكل ما سمع.[10]
- صدق المعاملة: ولها صور عديدة، منها، صدق البيع والشراء، عن أبي خالد حكيم بن حزام رضي الله عنه قال: قال رسول الله ﷺ: «البيِّعان بالخيار ما لم يتفرقا؛ فإن صدقا وبينا بورك لهما في بيعهما، وإن كتما وكذبا محقت بركة بيعهما» متفق عليه.[10]

## فضل الصدق
- أثنى الله على الصادقين بأنهم هم المتقون أصحاب الجنة، جزاء لهم على صدقهم، فقال القرآن: ﴿لَيْسَ الْبِرَّ أَنْ تُوَلُّوا وُجُوهَكُمْ قِبَلَ الْمَشْرِقِ وَالْمَغْرِبِ وَلَكِنَّ الْبِرَّ مَنْ آمَنَ بِاللَّهِ وَالْيَوْمِ الْآخِرِ وَالْمَلَائِكَةِ وَالْكِتَابِ وَالنَّبِيِّينَ وَآتَى الْمَالَ عَلَى حُبِّهِ ذَوِي الْقُرْبَى وَالْيَتَامَى وَالْمَسَاكِينَ وَابْنَ السَّبِيلِ وَالسَّائِلِينَ وَفِي الرِّقَابِ وَأَقَامَ الصَّلَاةَ وَآتَى الزَّكَاةَ وَالْمُوفُونَ بِعَهْدِهِمْ إِذَا عَاهَدُوا وَالصَّابِرِينَ فِي الْبَأْسَاءِ وَالضَّرَّاءِ وَحِينَ الْبَأْسِ أُولَئِكَ الَّذِينَ صَدَقُوا وَأُولَئِكَ هُمُ الْمُتَّقُونَ ۝١٧٧﴾ [البقرة:177].
- وقال سبحانه وتعالى: ﴿قَالَ اللَّهُ هَذَا يَوْمُ يَنْفَعُ الصَّادِقِينَ صِدْقُهُمْ لَهُمْ جَنَّاتٌ تَجْرِي مِنْ تَحْتِهَا الْأَنْهَارُ خَالِدِينَ فِيهَا أَبَدًا رَضِيَ اللَّهُ عَنْهُمْ وَرَضُوا عَنْهُ ذَلِكَ الْفَوْزُ الْعَظِيمُ ۝١١٩﴾ [المائدة:119].
- والصدق طمأنينة، ومنجاة في الدنيا والآخرة، حَدَّثَنَا يَعْلَى، عَنْ مُجَمِّعِ بْنِ يَحْيَى يَرْفَعْهُ إِلَى النَّبِيِّ صَلَّى اللَّهُ عَلَيْهِ وَسَلَّمَ قَالَ: «تَحَرَّوُا الصِّدْقَ وَإِنْ رَأَيْتُمْ أَنَّ فِيهِ الْهَلَكَةَ فَإِنَّ فِيهِ النَّجَاةَ، وَاجْتَنِبُوا الْكَذِبَ وَإِنَّ رَأَيْتُمْ أَنَّ فِيهِ النَّجَاةَ فَإِنَّ فِيهِ الْهَلَكَةَ».[11]
- والحديث النبوي: حَدَّثَنَا أَحْمَدُ بْنُ سَلْمَانَ بْنِ الْحَسَنِ، قَالَ: حَدَّثَنَا مُحَمَّدُ بْنُ غَالِبٍ، قَالَ: حَدَّثَنَا عُمَرُ بْنُ عَبْدِ الْوَهَّابِ الرِّيَاحِيُّ، قَالَ: حَدَّثَنَا مُعْتَمِرُ بْنُ سُلَيْمَانَ، عَنْ أَبِيهِ، عَنْ مَنْصُورٍ، عَنْ شَقِيقٍ، عَنْ عَبْدِ اللَّهِ بْنِ مَسْعُودٍ، عَنِ النَّبِيِّ صَلَّى اللَّهُ عَلَيْهِ وسلم، قَالَ: «إِنَّ الصِّدْقَ يَهْدِي إِلَى الْبِرِّ، وَإِنَّ الْبِرَّ يَهْدِي إِلَى الْجَنَّةِ، وَإِنَّ الرَّجُلَ لَيَتَحَرَّى الصِّدْقَ حَتَّى يُكْتَبَ عِنْدَ اللَّهِ عَزَّ وَجَلَّ صِدِّيقًا. وَإِنَّ الْكَذِبَ يَهْدِي إِلَى الْفُجُورِ، وَإِنَّ الْفُجُورَ يَهْدِي إِلَى النَّارِ، وَإِنَّ الرَّجُلَ لَيَتَحَرَّى الْكَذِبَ حَتَّى يُكْتَبَ عِنْدَ اللَّهِ كَذَّابًا». قَالَ أَبُو الْفَتْحِ رَحِمَهُ اللَّهُ: صَحِيحٌ مِنْ حَدِيثِ مَنْصُورٍ، عَنْ أَبِي وَائِلٍ، وَهُوَ غَرِيبٌ مِنْ حَدِيثِ التَّيْمِيِّ، عَنْهُ. تَفَرَّدَ بِهِ ابْنُهُ مُعْتَمِرٌ، وَتَفَرَّدَ بِهِ عُمَرُ بْنُ عَبْدِ الْوَهَّابِ.[12]

## ثمرات الصدق
- تحقيق العبودية لله تعالى بالإخلاص له، والمتابعة للنبي ﷺ.
- حسن العاقبة لأهله في الدنيا والآخرة، لقوله ﷺ: «إِنَّ الصِّدْقَ يَهْدِي إِلَى البِّرِّ، وِإِنَّ البِّرَّ يَهْدِي إِلَى الْجَنَّةِ».
- مراقبة الله سبحانه وتعالى، لقوله ﷺ: «وَمَا يَزَالُ الرَّجُلُ يَصْدُقُ وَيَتَحَرَّى الصِّدْقَ».
- الثناء على صاحبه في الملأ الأعلى، لقوله ﷺ: «حَتَّى يُكْتَبَ عِنْدَ اللَّهِ صِدِّيقًا».
- الثناء على أهله في الدنيا، لقوله تعالى: ﴿يَا أَيُّهَا الَّذِينَ آمَنُوا اتَّقُوا اللَّهَ وَكُونُوا مَعَ الصَّادِقِينَ ۝١١٩﴾ [التوبة:119].
- حصول البركة العاجلة والآجلة، لقوله ﷺ: «فَإِنْ صَدَقَا وَبَيَّنَا بورك لهما في بيعهما».
- عِظَم القَدْر، وعُلُو المنزلة في المجتمع، فالذي يتحلى بالصدق يَعْظُم قَدْرُهُ، وتعلو منزلته بين الناس؛ لاعتقادهم أنه ما فعل ذلك إلا عن حسن سيرة، ونقاء سريرة، وكمال عقل.
- الطمأنينة والراحة النفسية، لِتَخَلُّصِه من المُكَدِّرات في تعامله مع الآخرين، فعن أبي الحوراء قال: قلت للحسن بن علي: ما حفظتَ مِن رسول الله ﷺ؟ قال: حفظتُ مِن رسول الله ﷺ: «دَعْ مَا يَرِيبُكَ إِلَى مَا لاَ يَرِيبُكَ، فَإِنَّ الصِّدْقِ طُمَأْنِينَةٌ، وَإِنَّ الْكَذِبَ رِيبَةٌ».
- تيسير أسباب الهداية للحق، كما قال تعالى: ﴿وَالَّذِينَ جَاهَدُوا فِينَا لَنَهْدِيَنَّهُمْ سُبُلَنَا وَإِنَّ اللَّهَ لَمَعَ الْمُحْسِنِينَ ۝٦٩﴾ [العنكبوت:69]، قال الطبري: لَنَهْدِيَنَّهُمْ سُبُلَنَا يقول: لنوفقنهم لإصابة الطريق المستقيمة، وذلك إصابة دين الله الذي هو الإسلام الذي بعث الله به محمدًا ﷺ.
- دوامُ الصلة بالله سبحانه وتعالى بالدعاء والتضرع بطلب الثبات على الإيمان، لقوله ﷺ: «إِنَّ الإيمانَ لَيخلَقُ في جَوفِ أحدكم كما يَخلقُ الثوب، فاسألوا الله تعالى أن يُجدد الإيمانَ في قلوبكم».
- الالتزام بالعهد، كقوله تعالى: ﴿مِنَ الْمُؤْمِنِينَ رِجَالٌ صَدَقُوا مَا عَاهَدُوا اللَّهَ عَلَيْهِ﴾ [الأحزاب:23].
- الصدق عاقبته خير، لقوله تعالى: ﴿فَلَوْ صَدَقُوا اللَّهَ لَكَانَ خَيْرًا لَهُمْ﴾ [محمد:21].
- الصدق نجاة لصاحبه، كما في قصة كعب بن مالك لما تخلف عن غزوة تبوك.
- دراك الأجور الكثيرة من الله تعالى وإن عجز عن العمل، ويدل على ذلك قوله ﷺ: «مَنْ طَلَبَ الشَّهَادَةَ صَادِقًا أُعْطِيَهَا وَلَوْ لَمْ تُصِبْهُ».
- التوفيق لحسن الخاتمة، لقوله ﷺ: «وَمَا يَزَالُ الرَّجُلُ يَصْدُقُ وَيَتَحَرَّى الصِّدْقَ حَتَّى يُكْتَبَ عِنْدَ اللَّهِ صِدِّيقًا».
- حصول الثواب الأخروي، لالتزامهم بما أوجب الله عليهم من تحري الصدق تعبدًا لله تعالى، لقوله تعالى: ﴿قَالَ اللَّهُ هَذَا يَوْمُ يَنْفَعُ الصَّادِقِينَ صِدْقُهُمْ﴾ [المائدة:119] قال القرطبي أي: صِدْقُهم في الدنيا، فأما في الآخرة فلا ينفع فيها الصدق. وصدقهم في الدنيا يحتمل أن يكون صدقهم في العمل لله، ويحتمل أن يكون تركهم الكذب عليه وعلى رسله، وإنما ينفعهم الصدق في ذلك اليوم وإن كان نافعا في كل الأيام لوقوع الجزاء فيه.[13]

## اقرأ أيضاً
- استقامة (إسلام)